# Heinrich Wenninger
Heinrich Wenninger (* 7. Juli 1887 in Wels; † 5. Oktober 1950 in Linz) war ein oberösterreichischer Politiker und Kaufmann. Er war von 5. März 1934 bis 31. Oktober 1934 Landesrat und anschließend bis 1938 Landesstatthalter in der Oberösterreichischen Landesregierung.

## Ausbildung und Beruf
Wenninger absolvierte nach dem Besuch der Handelsschule eine zweijährige Zeit als Praktikant in Hamburg, bevor er seinen Militärdienst als Einjährig-Freiwilliger beim Infanterieregiment Nr. 59. Nach dem Tod seines Vaters übernahm er 1909 das väterliche Geschäft für Geschirr- und Rohprodukte und wurde 1914 nach Ausbruch des Ersten Weltkriegs zum Kriegsdienst beim Infanterieregiment Nr. 59 eingezogen. Er kämpfte zwischen 1914 und 1918 zunächst in Galizien und danach an der italienischen Front.
Nach dem Zweiten Weltkrieg wurde Wenninger 1945 Direktor des Bauunternehmens Ferro-Betonit.

## Politik und Funktionen
Nach dem Ende des Ersten Weltkriegs beteiligte sich Wenninger 1919 an der Aufstellung einer Schutzwehr in Wels, die jedoch bereits nach drei Monaten durch einen Beschluss der Oberösterreichischen Landesregierung aufgelöst wurde. Wenninger engagierte sich in der Folge bei der Heimwehr, deren Ortsführer er 1920 wurde. Er hatte seine Funktion als Ortsgruppenführer bis 1926 inne, wurde im Zuge der Reorganisation der Heimwehr 1926 Stadtkommandant-Stellvertreter und später erneut Stadtkommandant. Nach dem Rücktritt von Heinrich Steinsky übernahm Wenninger die Funktion des Landesführers der Heimwehr Oberösterreich.
Nach den Februarkämpfen 1934 forderte Wenninger die revolutionäre Umgestaltung der Oberösterreichischen Landesregierung sowie der Sicherheitsdirektion und kritisierte den amtierenden Landeshauptmann Josef Schlegel scharf. Nachdem Schlegel infolge des Konflikts mit der Heimwehr zurückgetreten war, wurde Wenninger als Vertreter des gemäßigten Flügel der Heimwehr mit den Stimmen der Christlichsozialen Partei, jedoch gegen die Stimmen der Großdeutschen zum Landesrat gewählt. Er trat sein Amt als Landesrat für Gewerbe, Bundesbaudienst, Krankenanstalten, Verpflegungskosten am 1. März 1934 an und betreute zudem die Gemeindeangelegenheiten der Bezirke Linz, Linz-Land, Steyr und Wels. Am 12. November 1934 rückte er zum Landesstatthalter (= Landeshauptmannstellvertreter) auf. Zugleich war er Landesführerstellvertreter der Vaterländischen Front in Oberösterreich. Nach der Machtübernahme der Nationalsozialisten wurde Wenninger 1938 verhaftet und im KZ Dachau inhaftiert. Nach seiner Entlassung aus der Haft im Jahr 1939 wurde ihm ein Aufenthaltsverbot für die „Ostmark“ auferlegt, weswegen er nach München zog. Nach dem Zweiten Weltkrieg betätigte er sich nicht mehr politisch.

## Privates
Wenninger heiratete 1909 die Gastwirtstochter Maria Prenn. Gemeinsam hatte das Paar eine Tochter und drei Söhne. Einer seine Söhne fiel im Zweiten Weltkrieg, ein zweiter verunglückte auf dem Traunstein. Sein dritter Sohn starb bereits in jungen Jahren. Wenninger lebte ab 1933 in Linz und ab 1938 in Puchenau.